# Tétracycline
La tétracycline est un antibiotique bactériostatique de la classe des cyclines (ou tétracyclines), produit par une bactérie du genre Streptomyces. Elle est indiquée contre nombre d'infections bactériennes à Gram positif, Gram négatif et anaérobies, mais aussi contre certains autres micro organismes : Chlamydia, Mycoplasma et Rickettsia. On l'utilise également pour produire de nombreux dérivés semi-synthétiques de la classe des tétracyclines.

## Historique
Elle est utilisée depuis plusieurs dizaines d'années pour le traitement des infections respiratoires des animaux de basse-cour ainsi que chez l'humain principalement pour limiter les infections  dues aux germes sensibles aux cyclines notamment dans leurs manifestations respiratoires, telles que les infections bronchopulmonaires et contre la brucellose, ainsi que pour le traitement de fond en dermatologie de certaines formes d'acné sévère et de psoriasis. La tétracycline peut aussi être indiquée lors d'infections urinaires.

## Mécanisme d'action
La tétracycline agit en bloquant la synthèse protéique en se liant au ribosome (site A) et empêche l'aminoacyl-ARNt de s'y fixer. La tétracycline se positionne donc sur la petite sous-unité du ribosome.

## Lymécycline
La tétracycline est également disponible sous la forme de lymécycline, synonyme de « laurylsulfate de tétracycline ». Un exemple commercial est le Tetralysal.

## Contre-indications
La tétracycline étant un colorant jaune puissant, elle se fixe sur les os et les dents en formation. Les tétracyclines s'agglutinent avec le calcium. C'est la raison pour laquelle elle est contre-indiquée chez les femmes enceintes. De plus, les tétracyclines présentent un risque hépatique chez la femme enceinte et sont contre indiquées chez les jeunes enfants, ainsi que chez la femme allaitant. Dans les cas les plus extrêmes, chez les jeunes enfants, elle altère également la nature même de la dent.
C'est un photosensibilisant donc la prise de ce type de médicament impose de se protéger des expositions solaires.
Contre-indication chez l'insuffisant rénal grave.
NB : les formes périmées ont une toxicité rénale.

## Code ATC
- usage général : J01AA07
- local (buccal) : A01AB13

## Divers
La tétracycline fait partie de la liste des médicaments essentiels de l'Organisation mondiale de la santé (liste mise à jour en avril 2013).